# 드슈바
전갈자리 델타는 전갈자리에 있는 항성이다. 예전부터 불리던 이름으로 드슈바, 드주바, 이클라크라우, 이클라크라브가 있다.
전갈자리 델타는 황도 근처에 있기 때문에 종종 달이나 행성들이 이 별을 가린다.

## 밝기 변화
2000년 6월 세바스티안 오테로가 전갈자리 델타 밝기가 평상시보다 0.1 등급 밝아진 것을 발견했다. 델타별은 그 때부터 시작하여 지금까지 밝기가 1.6 ~ 1.7 등급 올라갔으며, 전갈자리의 기존 외관을 바꾸고 있다. 갑자기 밝아진 이후의 델타별 스펙트럼을 관측한 결과 항성 적도 영역에서 밝은 가스를 방출하고 있는 것이 드러났다. 2005년 기준으로 이와 같은 광도 증가 현상은 계속되고 있다. 밝기에 진폭은 있으나 예전에 기록되었던 겉보기 등급보다는 밝은 상태를 유지하고 있다.

### 동반성
드슈바는 두 개의 반성(세 개일 가능성도 있다)이 존재한다. 첫 번째 반성의 분광형은 B이며, 태양 ~ 수성 정도 거리만큼 떨어져서 드슈바를 20일 주기로 공전하고 있다. 여기에 좀 더 떨어진 곳에 드슈바를 큰 이심률을 보이면서 10년 주기로 공전하는 두 번째 반성이 있는데, 10년 주기로 큰 이심률을 그리면서 주성 주위를 돌고 있으며, 2000년에 드슈바에 가장 가까이 접근하여 드슈바 표면의 폭발을 발동시킨 것으로 보인다.